# 小行星6819
小行星6819（英語：6819 McGarvey）是一颗围绕太阳公转的小行星。1983年6月14日，S. E. Smrekar在帕洛马山发现了此天体。
这颗小行星的绝对星等为12.94041461251942等。